# Kay van Dijk
Kay van Dijk est un joueur néerlandais de volley-ball né le 25 juin 1984 à Oosterbeek (Gueldre). Il mesure 2,15 m et joue attaquant. Il totalise 144 sélections en équipe des Pays-Bas.

## Clubs
| Club                   | De        | À         |
| ---------------------- | --------- | --------- |
| Landstede Volleybal    | 2003-2004 | 2003-2004 |
| Omniworld Almere       | 2004-2005 | 2004-2005 |
| Noliko Maaseik         | 2005-2006 | 2007-2008 |
| LIG Greaters           | 2008-2009 | 2008-2009 |
| Pallavolo Loreto       | 2009-2010 | 2009-2010 |
| ACH Volley             | 2010-2011 | 2010-2011 |
| Argos Volley           | 2011-2012 | 2011-2012 |
| Pallavolo Molfetta     | 2012-2013 | 2012-2013 |
| Iaroslavitch Iaroslavl | sep 2013  | fév 2014  |
| Trentino Volley        | fév 2014  | mai 2014  |

## Palmarès
- MEVZA (1)
  - Vainqueur : 2011
- Championnat de Slovénie (1)
  - Vainqueur : 2011
- Championnat de Belgique (1)
  - Vainqueur : 2008
  - Finaliste : 2006, 2007
- Coupe de Slovénie (1)
  - Vainqueur : 2011
- Coupe de Belgique (2)
  - Vainqueur : 2007, 2008
  - Finaliste : 2006